# Ивичест кит на Брюде
Брюдеевите китове (Balaenoptera brydei) са слабо проучени и по-особени в много отношения ивичести китове. Имат по-малки размери (тегло до 25 тона) и се срещат в тропични, субтропични до умерени води, като предпочитат крайбрежията пред открито море. Като всички ивичести китове, те притежават цедилен апарат (балени) за прецеждане на планктон и малки ракообразни от водата, но се хранят основно с риба.
Тези ивичести китове са кръстени на норвежкия консул в Южна Африка Йохан Брюде (Johan Bryde), основоположник на първата китоловна база в Дърбан, Южна Африка (1908 г.). Често името му погрешно се чете като Брайд, затова по-популярно е наименованието Брайдови китове.
Брюдеевите китове приличат на Сейвала и стават известни на науката едва през 1878 г., когато е намерен екземпляр изхвърлен на брега на Бирма, наречен Balaenoptera edeni. През 1913 г. са описани подобни китове от крайбрежието на Южна Африка под името Balaenoptera brydei. До 1950 г. се счита, че става въпрос за един и същи вид, като остава научното наименование Balaenoptera edeni (първото предложено научно наименование на нов вид има приоритет), но популярното наименование остава Ивичест кит на Брюде. От последните генетични изследвания обаче става ясно, че всъщност това са два отделни вида:
- Брюдеев кит (Balaenoptera brydei)
- Еденов кит (Balaenoptera edeni) или малък брюдеев кит

През ноември 2003 г. японски учени известяват откритието на нов вид кит: Balaenoptera omurai, за който все още не се знае почти нищо, и някои учени смятат, че става въпрос за неизвестен подвид Брюдеев кит.
Брюдеевият кит е вписан в Червения списък на световнозатрашените видове на IUCN, като недостатъчно проучен.